# Lentz Buttress
Lentz Buttress (in lingua inglese: Contrafforte Lentz) è un prominente contrafforte roccioso, alto 2.800 m, situato 8 km a est-nordest del Faure Peak, che forma una sporgenza lungo il settore settentrionale del Wisconsin Plateau nel Wisconsin Range della catena dei Monti Horlick, nei Monti Transantartici, in Antartide.
Il contrafforte è stato mappato dall'United States Geological Survey (USGS) sulla base di rilevazioni e foto aeree scattate dalla U.S. Navy nel periodo 1960-64.
La denominazione è stata assegnata dall'Advisory Committee on Antarctic Names (US-ACAN), in onore di Malcolm W. Lentz, luogotenente della U.S. Navy, ufficiale responsabile della Base Amundsen-Scott durante l'inverno del 1962.